# La Internacional Sonora Balkanera
La Internacional Sonora Balkanera es una agrupación mexicana de música electrónica, rock, world beat y balkan beat que cobró notoriedad en 2011 después de haberse presentado a lo largo de dicho año en eventos musicales importantes como el Festival de Glastonbury, el Vive Latino y Cumbre Tajín.
La banda también ha destacado por su participación en otros festivales estatales de menor impacto mediático como el Festival Internacional de Puebla, el Festival de San Luis, el Festival Internacional Nuevos Vientos, el Festival Internacional de la Sierra Pahuatlán Puebla 2013 y el Festival Tamoanchán, así como en foros populares de la Ciudad de México como el Lunario del Auditorio Nacional, el Pasagüero, la Casa del Lago Juan José Arreola de la UNAM, el Bar Pata Negra de la Colonia Condesa, el Circo Volador o el Multiforo Cultural Alicia. En septiembre de 2014 emprendieron una gira por Nueva York, presentándose en sitios emblemáticos del world music y la música balcánica de dicha ciudad, como el Barbès, el Mehanata Bulgarian Bar y el Bizarre.
Su primera producción discográfica en forma fue producida por Roberto Mendoza “Panóptica”, quien fuera uno de los miembros fundadores del Nortec Collective.
La Internacional Sonora Balkanera se formó en la Ciudad de México en 2008, a la par del movimiento cultural local del balkan beat inspirado en la música y estética gitana de Europa del Este; originalmente, la banda estaba conformada por tres integrantes, un programador (DJ Sultán), un guitarrista (Watty) y un percusionista (Chukupaka).
En un principio, la propuesta de la agrupación estaba más dirigida a la labor de un sound system, es decir, que realizaban remixes de canciones de otros artistas, y solo tocaban algunas piezas originales.
Posteriormente se unieron a la banda dos clarinetistas (Enrique Pérez y Pablo Ramírez), un segundo percusionista (Mario Salas) y un visualista o VJ (Mi+Mo). A partir de entonces comenzaron a crear piezas originales y durante esa etapa realizaron un remix a la pieza "Pico Selector" de Panóptica Orchestra, a partir del cual surgió el interés del tijuanense Roberto Mendoza por producir a la banda del DF. En abril de 2012, para su concierto en la Feria Nacional de San Marcos, la banda anunció el ingreso de un nuevo guitarrista, Zabad Castro.
La Internacional Sonora Balkanera fue firmada en 2011 por LOV/RECS, disquera comandada por el legendario artista canadiense Pascal Languirand, integrante de Trans-X y creador de "Living On Video", uno de los mayores éxitos del Hi-NRG de la década de 1980. Con este debut discográfico, la banda fue nominada en dos categorías de los Indie-O Music Awards, ganando el premio a Disco de Jazz/Funk/Fusión en conjunto con "Boquita Pintada", tercer álbum de estudio de la banda Paté de Fuá. 
En noviembre de 2013 la banda lanzó su segundo álbum, "Balkanazo Tropical", con la disquera Casete Upload, codirigida y fundada por Camilo Lara del Instituto Mexicano del Sonido. Este trabajo producido por Bruno Bartra y Zabad Castro también recibió la nominación a Disco de Jazz/Funk/Fusión para la edición 2014 de los Indie-O Music Awards.
Con el apoyo del Fondo Nacional para la Cultura y las Artes, en febrero de 2016 La Internacional Sonora Balkanera lanzó su tercera producción discográfica, "Etno Pachanga Sound System", para la cual invitaron a colaborar a diversos músicos destacados, como Dr. Shenka de Panteón Rococó o la pionera del rap mexicano Jezzy P, así como el conjunto huasteco Trío Chicamole, con quienes grabaron una versión particular de la tradicional “Malagueña”, así como un son original.

## Discografía y participaciones especiales
- Tan lejos de Sarajevo (demo, 2009)[6]
- Live@MX 2010 (demo 2010)
- La Internacional Sonora Balkanera (LOV/RECS, 2011)
- Balkanazo Tropical (Casete Upload, 2013)
- Etnopachanga Sound System (Casete Upload, 2016)

### Colaboraciones
- "Pico Selector (Internacional Sonora Balkanera Version)" en Panoptica Orchestra (Edición Especial) (LOV/RECS, 2011) de Panoptica Orchestra.
- "L.O.V. 2011 (Sonora Balkanera Living On Balkan Remix)" en L.O.V. 2011 EP Vol. 1 (LOV/RECS, 2011) de Trans-X.

## Reconocimientos
- 2012 Ganadora al Disco de Jazz/Funk/Fusión en la quinta entrega de los Indie-O Music Awards por su álbum debut La Internacional Sonora Balkanera.[7]
- 2012 Nominada a Artista Nuevo en la quinta entrega de los Indie-O Music Awards.
- 2014 Ganadora al Disco de Jazz/Funk/Fusión en la séptima entrega de los Indie-O Music Awards por su segundo álbum Balkanazo Tropical.[8]
- 2014 Nominada a Mejor Banda Mexicana en los Premios UFI de la Música Independiente (España) por su segundo álbum Balkanazo Tropical.

## Elances externos
- Especiales Musicales - La Internacional Sonora Balkanera Documental de Canal 11 sobre La Internacional Sonora Balkanera
- Balkanazo Tropical para Finalizar el Año Reseña del segundo disco.
- En el sitio del Vive Latino (enlace roto disponible en Internet Archive; véase el historial, la primera versión y la última).
- Entrevista tras la presentación en el (enlace roto disponible en Internet Archive; véase el historial, la primera versión y la última). Vive Latino
- Dan a conocer nuevos temas Entrevista en el Publimetro
- La Sonora Balkanera en el (enlace roto disponible en Internet Archive; véase el historial, la primera versión y la última). Lunario
- La Internacional Sonora Balkanera en la Casa del Lago
- Sitio de La Internacional Sonora Balkanera
- Reseña de Tan lejos de Sarajevo
- Entrevista con el productor Roberto Mendoza (enlace roto disponible en Internet Archive; véase el historial, la primera versión y la última).
- Entrevista en Indie Rocks!

- Datos: Q5643341
- Multimedia: La Internacional Sonora Balkanera / Q5643341